# Wilfred Anagbe
Wilfred Chikpa Anagbe CMF (ur. 2 kwietnia 1965 w Aondona) – nigeryjski duchowny katolicki, biskup Makurdi od 2015.

## Życiorys

### Prezbiterat
Święcenia kapłańskie przyjął 6 sierpnia 1994 w zakonie klaretynów. Po święceniach przez kilka lat kierował prowincjalnym wydziałem ds. powołań, a następnie pełnił funkcje proboszcza jednej z zakonnych parafii oraz kierownika społecznego projektu realizowanego przez klaretynów. W 2005 został ekonomem prowincjalnym, a w latach 2009-2014 był jednocześnie kapelanem wojskowym.

### Episkopat
8 lipca 2014 papież Franciszek mianował go biskupem koadiutorem Makurdi. Sakry biskupiej udzielił mu 4 października 2014 nuncjusz apostolski w Nigerii - arcybiskup Augustine Kasujja.
28 marca 2015 objął rządy w diecezji.